# Kiss The Goat
Kiss the Goat es el álbum debut de la banda sueca de black metal, Lord Belial. Fue lanzado en 1995 a través de No Fashion Records.

## Lista de canciones
1. "Hymn of the Ancient Misanthropic Spirit of the Forest" – 5:20
2. "Satan Divine" – 3:59
3. "Grace of God" – 4:14
4. "The Ancient Slumber" – 5:40
5. "Into the Frozen Shadows" – 5:36
6. "The Art of Dying" – 1:38
7. "Osculum Obscenum" – 3:00
8. "Mysterious Kingdom" – 6:08
9. "In the Light of the Fullmoon" – 5:01
10. "Lilith - Demonic Queen of the Black Light" – 4:36
11. "Bleed on the Cross" – 2:59 (Bonus Track)

## Créditos
- Thomas Backelin - Voces y guitarras
- Niclas Andersson - Guitarras y voces
- Anders Backelin - Bajo
- Micke Backelin - Batería

- Datos: Q4042243